# Ordre du Fer d'or et du Fer d'argent
L’ordre du Fer d'or et du Fer d'argent est l'un des trois ordres de chevalerie du duché de Bourbon. Institué le 1er janvier 1415, à Paris, par  Jean Ier, duc de Bourbon et comte de Forez, il n'eut qu'une existence éphémère.
Sa fondation est parfois attribuée – à tort – à Jean Ier de Bourgogne qui l'aurait établi en rivalité à l'ordre du Porc-Épic créé par son cousin Louis de France, duc d'Orléans.
Certains auteurs le nomment aussi ordre de l'anneau d'or et d'argent.

## Histoire

### Fondation et objectifs
« Mélange extravagant de dévotion et de galanterie, d'actes de piété et de fureur romanesque », cet ordre fut institué par le duc Jean Ier pour procurer à ses vassaux et à ses partisans d'« honnestes passetemps » après la paix d'Arras, trêve dans la guerre civile entre Armagnacs et Bourguignons, conclue entre le roi de France Charles VI et le duc de Bourgogne Jean sans Peur. Le dessein du duc de Bourbon était d'aller combattre en Angleterre dans un délai de deux ans, accompagné de ses chevaliers.

### Contexte

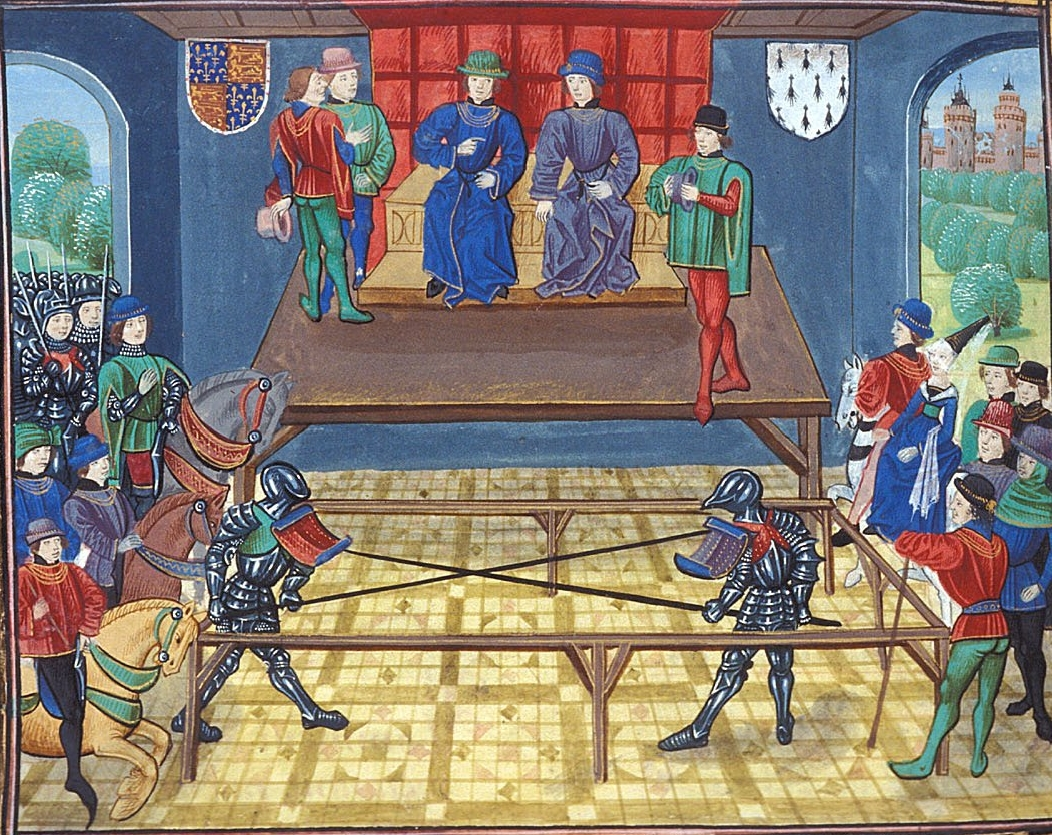
Combat à pied (début du XVe siècle).

Dans l'acte de fondation, tel qu'il est retranscrit par Douët d'Arcq, « Jehan duc de Bourbonnais, comte de Clermont, de Forez et de l'Isle, seigneur de Beaujeu, pair et chambrier de France » et ses compagnons font montre d'un haut idéal, « désirant eschiver oisiveté et explecter [leur] personne en avançant [leur] honneur par le métier des armes, pensant y acquérir bonne renommée et la grâce de la très-belle de qui [ils sont] serviteurs » ; mais, en réalité, il semble que cette chevalerie ne consistait qu'en un prétexte à des combats dans lesquels des duellistes exposaient leur vie et leur honneur pour des femmes et sans doute des concubines.
En effet, chevaliers et écuyers s'engageaient à porter pendant deux ans à la jambe, en l'honneur de leurs belles, un fer de prisonnier, à moins qu'il ne se présentât un nombre égal de chevaliers et d'écuyers pour les combattre et leur enlever ce fer votif par la victoire. C'est ce qu'on appelait alors une emprise (ou entreprise) d'armes, dans laquelle le chevalier ou l'écuyer décidait de porter son défi auprès de différentes cours ; il n’attendait pas que se présentent ses compétiteurs, mais cherchait à aller à leur rencontre, en portant sur lui un objet symbolique qui affichait aux yeux de tous sa quête d'affrontement. Ces combats codifiés, à l'instar des joutes et les tournois, contribuaient comme ceux-ci à la formation des hommes d’armes. Cependant, bien que précédés et suivis de multiples prières et gestes pieux– ils révèlent, selon Loïs Forster, une certaine culture de la violence qui prévalait alors.

### Membres
L'acte de fondation nomme les seize « chevaliers et écuyers de nom et d'arme » qui accompagnaient le duc de Bourbonnais :
- Chevaliers

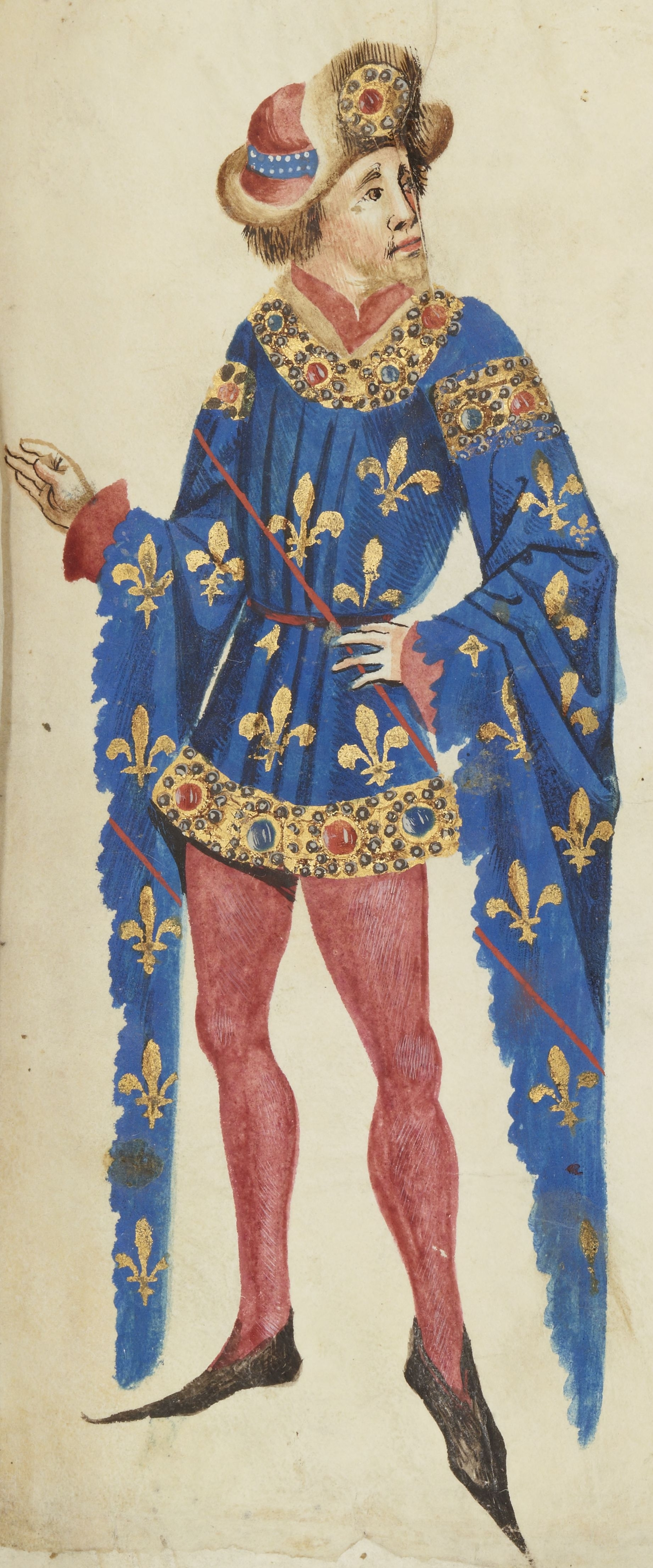
Jean Ier de Bourbon.

  - l'amiral de France : Jacques de Châtillon ;
  - messire Jehan de Châlon : Jean III de Chalon-Arlay[12], seigneur d'Arlay et Prince d'Orange ;
  - le seigneur de Barbasen : probablement Arnault Guilhem de Barbazan ;
  - le seigneur du Chastel ;
  - le seigneur de Gaucourt : Raoul de Gaucourt[6] ;
  - le seigneur de la Huse : Robert de la Heuse[6] ;
  - le seigneur de Gamaches : Guillaume II de Gamaches[6], maître-veneur et gouverneur de la vénerie, conseiller & Chambellan de Charles V[13] ;
  - le seigneur de Saint-Remy : peut-être Jean Le Fèvre de Saint-Remy, seigneur de Saint-Rémy, de la Vacquerie, d'Avesne et de Morienne, auteur d'une Chronique ou Histoire de Charles VI, roy de France, reprise en grande partie de l'œuvre d'Enguerrand de Monstrelet ;
  - le seigneur de Montsures : peut-être Thibaud de Monsures, qui semble avoir combattu au tournoi organisé par le duc de Bourbon à Paris le 1er janvier 1414, en compagnie du sire de Saint-Remy[13] ;
  - messire Guillaume Bataille ;
  - messire Drouet d'Asnières : chambellan du duc d'Orléans[14] ;
  - le seigneur de La Fayette : Gilbert Motier de La Fayette, compagnon d’armes de Jeanne d'Arc et conseiller de Charles VII[15],[16] maître d’hôtel du duc Jean Ier, maréchal et sénéchal de Bourbonnais, maréchal de France en 1421 ;
  - le seigneur de Poulargues.

- Écuyers
  - Camarlet ;
  - Loys Cochet ;
  - Jehan du Pont.

### Extinction
Jean Ier se rendit effectivement en Angleterre dans le temps fixé par les lettres de fondation, mais ce ne fut pas en sa qualité de chevalier du Fer d'or. Combattant à Azincourt, le 25 octobre 1415, il y fut fait prisonnier. Conduit à Londres, sa rançon fut fixée à 300 000 livres qu'il paya trois fois, mais il n'obtint pas sa liberté du « déloyal monarque anglais ». Finalement, en 1430, ne supportant plus la captivité, il offrit de payer une quatrième rançon de 100 000 livres et conclut un traité par lequel il livrait aux Anglais les principales places du Bourbonnais, de l'Auvergne et du Forez et reconnaissait Henri VI comme souverain. Mais son fils Charles, comte de Clermont, refusa de ratifier ce traité et le duc de Bourbon mourut « dans les fers », le 5 février 1434 ; l'ordre s'éteignit avec lui. D'abord inhumés à Londres, dans l'église des Carmes, les restes mortels de Jean de Bourbon furent rapatriés entre 1452 et 1460 et ensevelis dans la chapelle Vieille de l'église priorale de Souvigny.

## Insigne

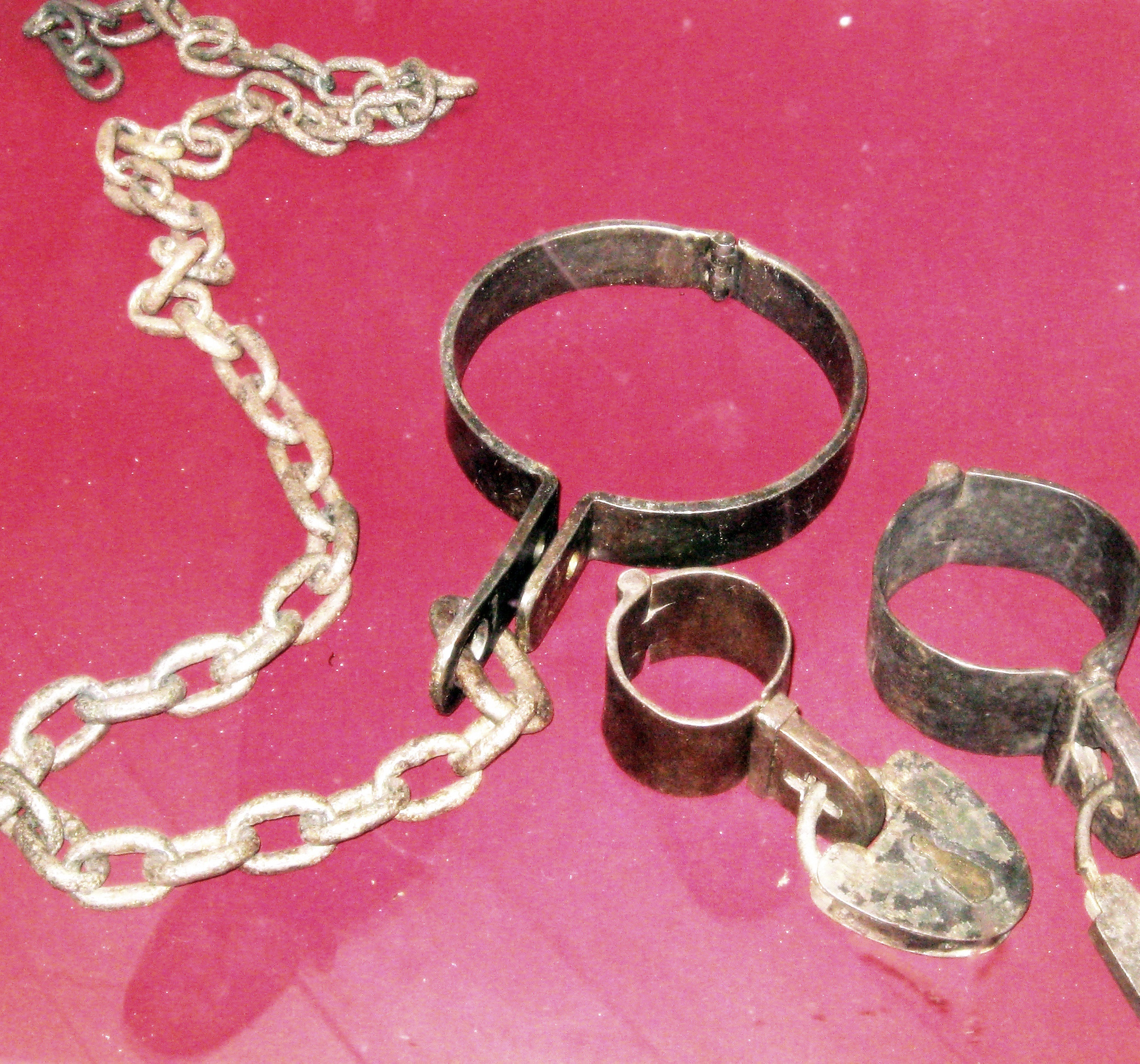
Fer de prisonnier.

Sous peine d'une amende de 4 sols parisis donnée « pour Dieu » (pour les pauvres), les membres de cette compagnie devaient porter à la jambe gauche, chaque dimanche pendant deux ans à compter du dimanche suivant la fondation, un fer de prisonnier pendant à une chaîne : celui des chevaliers était d'or, et celui des écuyers d'argent.

## Obligations des membres
Les chevaliers firent serment de s'aimer comme des frères, de défendre leur honneur à tout prix, de s'entraider et de se battre pour l'amour et l'honneur « des dames et de toutes gentilz femmes », contre « gens nobles » provoqués à cet effet, et même de se battre entre eux s'ils n'avaient pas d'autres adversaires.
Ils s'engagèrent à « combattre à pied jusques à outrance armés chacun de tels harnois qu'il lui plaira, portant lance, hache, épée et dague ou au moins de bâtons de telle longueur que chacun voudra avoir. » En cas de défaite, ils demeureraient prisonniers de leur adversaire mais il pourraient racheter leur liberté en payant une rançon : soit un fer d'or ou d'argent, semblable à celui qu'ils portaient selon leur état, ou, s'ils s'en acquittaient par un autre présent, ils devraient offrir au vainqueur un bracelet d'or ou d'argent.
Chevaliers et écuyers contractèrent également des obligations religieuses. Ils promirent de faire peindre une image de Notre-Dame de Paris et les armoiries de chacun d'eux dans une chapelle de Notre-Dame appelée « de Grâce Notre-Dame », autrement dit : Notre-Dâme de Grâce. Devant cette image, un cierge devrait brûler jour et nuit pendant deux ans, placé sur un chandelier en forme de fer de prisonnier. Ils s'obligèrent aussi à faire célébrer, à neuf heures, pendant deux ans chaque dimanche, une « haute messe de Nostre Dame » et, chaque jour « une messe basse » pour laquelle il fourniraient « les calice, chasuble et autres ornements d'autel nécessaires pour ladicte chapelle ». Chaque chevalier ou écuyer vainqueur devrait par ailleurs fonder à perpétuité une messe et un cierge. Si l'un d'eux était tué, les autres devraient lui faire célébrer un service funèbre et 17 messes auxquels ils assisteraient en habit de deuil.